# Giorgi Schengelaia
Giorgi Schengelaia (georgisch გიორგი შენგელაია; * 11. Mai 1937 in Tiflis; † 17. Februar 2020) war ein georgischer Filmregisseur.

## Leben und Werk
Giorgi Schengelaia war ein georgischer Filmregisseur und Autor. Seine Eltern waren Nato Watschnadse, während der Stummfilmzeit eine legendäre georgische Schauspielerin, und Nikolos Schengelaia, ein Pionier der georgischen Kinematographie. Sein Bruder ist der Filmproduzent Eldar Schengelaia.
Der Spielfilm Pirosmani ist der bekannteste Film von Giorgi Schengelaia. Über das Leben des georgischen Volksmalers Pirosmani drehte Schengelaia 1969 eine Dokumentation, die 1972 den ersten Preis auf dem Chicago International Film Festival gewann. 1986 erhielt er für Die Reise eines jungen Komponisten den Silbernen Bären für die beste Regie.
Schengelaia hat als Regisseur, Autor und Produzent an zahlreichen Filmen mitgewirkt und nahm 1977 an der documenta 6 in Kassel teil.

## Filmografie (fragmentarisch)
- 1961: Niko Pirosmanischwili (Dokumentarfilm)
- 1969: Pirosmani (Pirosmani)
- 1973: Melodien des Weriski-Viertels (geo.: ვერის უბნის მელოდიები rus.:Melodii Weriskowo Kwartala)
- 1976: Komm in das Tal der Weintrauben (Kvishani darchebian)
- 1985: Die Reise eines jungen Komponisten

## Weblink
- Giorgi Schengelaia bei IMDb